# 세라피몬
세라피몬(SERAPHIMON, セラフィモン)은 디지털 몬스터에 나오는 가공의 생명체이며 궁극체의 치천사형 디지몬이다. 필살기는 세븐 헤븐즈, 어센션 할로우다.

## 소개
성우: 히야마 노부유키 / 최석필(프론티어), 마츠모토 미와 / 한만중(:)
3대 천사 중 1명으로 오랜 시간 동안 잠들어 있었으나 일행들의 디지바이스의 빛으로 부활한다. 메르큐레몬의 공격으로 인해 디지코드를 빼앗겨 알이 되어 버린다. 그 와중에 다행히 고은비가 캐치하여 무사히 살아남게 되다 파닥몬으로 다시 환생한다.

## 진화과정
포요몬→토코몬→파닥몬→엔젤몬→홀리엔젤몬→세라피몬